# Eduardo López Albizu
Eduardo López Albizu, Lalo (Sestao, 14 de gener de 1931 - Portugalete, 17 de juliol de 1992) va ser un polític socialista basc, dirigent històric del PSOE i sindicalista de la UGT, diputat per Biscaia i detingut per les seves activitats polítiques durant el franquisme. Va ser el pare del líder del Partit Socialista d'Euskadi - Euskadiko Ezkerra i Lehendakari del Govern Basc Patxi López.

## Biografia
Va néixer a Sestao, i era fill d'un empleat d'Alts Forns de Biscaia. Lalo, com era conegut Eduardo, es va convertir des de la seva joventut en líder sindical de la Naval de Sestao, on estava emprat com ajustador, i membre de l'executiva d'UGT, així com responsable de finances del PSOE durant l'oposició al franquisme. Va ser un dels líders en el País Basc del partit en la clandestinitat.
A l'abril de 1967, després de la vaga de braços caiguts que van secundar 25.000 treballadors de la indústria metal·lúrgica a Biscaia, va ser declarat pel règim l'estat d'excepció en tota la província. Van ser detinguts com a líders sindicals Nicolás Redondo Urbieta, Ramón Rubial i López Albizu, empresonats en primera instància a Larrinaga i posteriorment bandejats, fou enviat a Huércal Overa, a la província d'Almeria, i la seva esposa, Begoña Álvarez, a Càceres.
Va participar, el 1974 al Congrés de Suresnes, que va canviar l'orientació política i ideològica del PSOE, i en el qual va donar el seu suport a Felipe González. Endemés, fou membre, entre 1972 i 1979, de l'Executiva del partit.
Participà en les Eleccions generals espanyoles de 1977, per Biscaia, en les que assolí acta de diputat juntament amb els seus companys de partit José María Benegas Haddad i Nicolás Redondo, i fou reelegit fins al 1982. També fou President del PSE-EE de Biscaia.